# Jehan Alain
Jehan-Ariste Paul Alain (3. února 1911 Saint-Germain-en-Laye – 20. června 1940 Saumur) byl francouzský hudební skladatel, varhaník a válečný hrdina.
Narodil se v hudební rodině, jeho otec Albert Alain (1880–1971) byl skladatel, varhaník a stavitel varhan, jeho mladšími sourozenci byli skladatel Olivier Alain (1918–1994) a varhanice Marie-Claire Alainová (1926–2013). V roce 1935 se oženil s Madeleine Payanovou se kterou měl tři děti: Lise (1936), Agnès (1938) a Denise (1939).
Mezi roky 1927 a 1939 Jehan Alain studoval na pařížské konzervatoři, k jeho učitelům patřili André Bloch, Georges Caussade, Marcel Dupré, Paul Dukas a Jean Roger-Ducasse. Komponovat začal v roce 1929 a zanechal přes 140 děl, z nichž se nejčastěji hrají jeho skladby pro varhany, zejména Litanie.
Jehan Alain padl hrdinskou smrtí během bitvy u Saumuru, když sám čelil celému oddílu německé armády a zastřelil 16 nepřátelských vojáků předtím, než byl sám zabit. Posmrtně mu bylo uděleno vyznamenání Croix de guerre.
Skladatel Henri Dutilleux ve svých Les citations použil citaci z hudby Jehana Alaina. Maurice Duruflé složil poctu Jehanu Alainovi svým Preludiem a fugou na jméno: A.L.A.I.N op. 7 pro varhany.